# Tendència del mercat
Una tendència del mercat és una tendència percebuda dels mercats financers a moure's en una direcció determinada al llarg del temps. Aquestes tendències es classifiquen com a seculars per a períodes llargs, primàries per a períodes mitjans i secundàries per a períodes curts. Els comerciants intenten identificar les tendències del mercat mitjançant l'anàlisi tècnica, un marc que caracteritza les tendències del mercat com a tendències de preus previsibles dins del mercat quan el preu arriba a nivells de suport i resistència, que varien amb el temps.
Una tendència només es pot determinar en retrospectiva, ja que en qualsevol moment no es coneixen els preus del futur.

## Terminologia del mercat

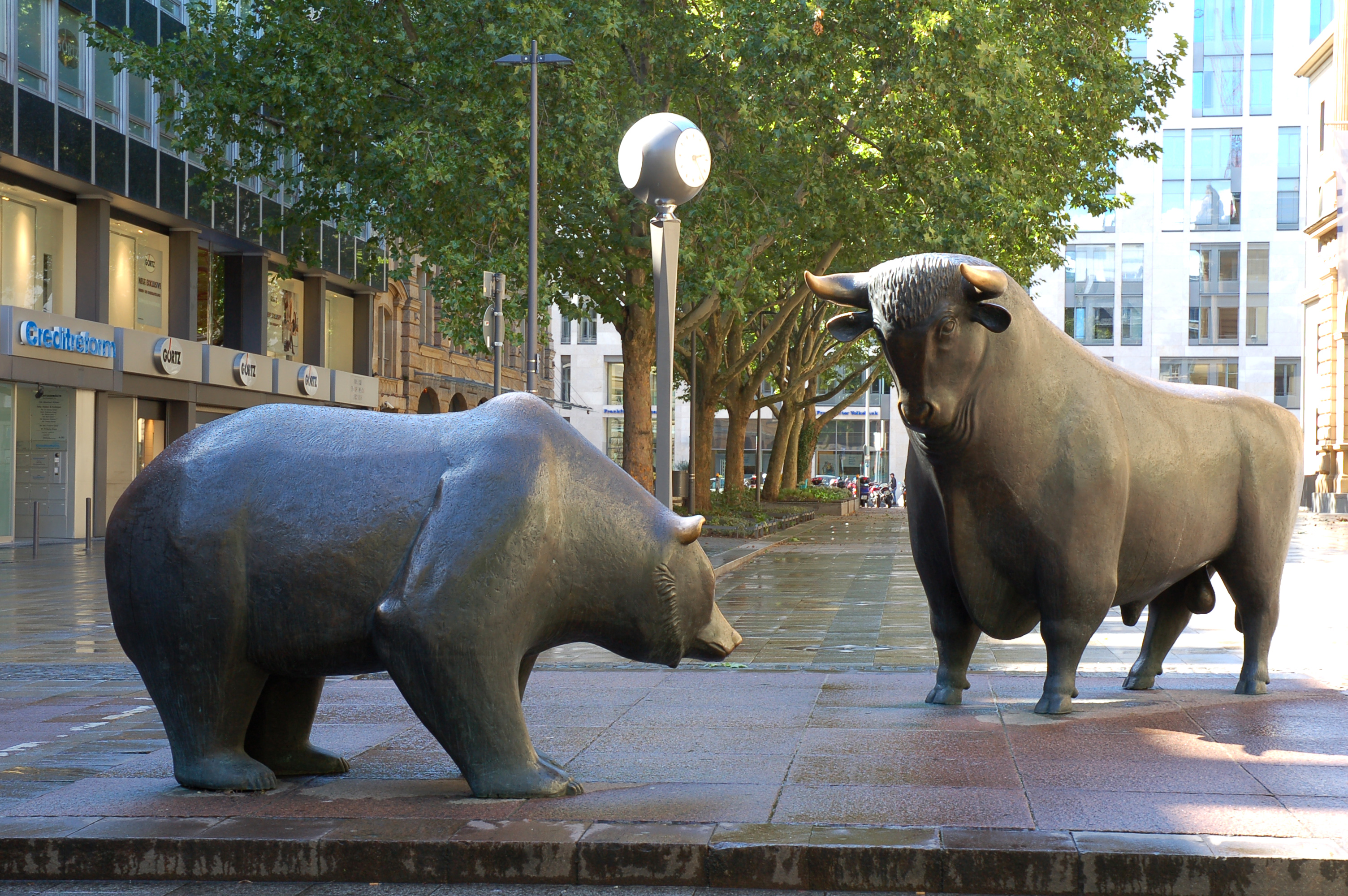
Estàtues de les dues bèsties simbòliques de les finances, l'os i el toro, davant de la Borsa de Frankfurt.

Els termes "mercat alcista" i "mercat baixista" descriuen les tendències del mercat a l'alça i a la baixa, respectivament, i es poden utilitzar per descriure el mercat en el seu conjunt o sectors i valors específics. Els termes provenen de l'Exchange Alley de Londres a principis del segle xviii, on els comerciants que es dedicaven a la venda curta nua eren anomenats "treballadors de pell d'os" perquè venien la pell d'un os (les accions) abans d'atrapar l'os. Això es va simplificar a "ossos", mentre que els comerciants que compraven accions a crèdit eren anomenats "bous". Aquest darrer terme podria haver-se originat per analogia amb l'esquer d'os i el bull-baiting, dos esports de lluita amb animals de l'època. Thomas Mortimer va registrar ambdós termes al seu llibre de 1761 Every Man His Own Broker. Va remarcar que els toros que van comprar per sobre de la demanda actual es podrien veure passejant per les oficines dels corredors lamentant per un comprador, mentre que els baixistes es van afanyar a devorar les accions que poguessin trobar per tancar les seves posicions curtes. Una etimologia popular no relacionada suposa que els termes es refereixen a un os que s'arpa cap avall per atacar i un toro que s'enfonsa cap amunt amb les banyes.

## Tendències seculars
Una tendència de mercat secular és una tendència a llarg termini que dura entre 5 i 25 anys i consta d'una sèrie de tendències primàries. Un mercat baixista secular consisteix en mercats alcistes més petits i mercats baixistes més grans; un mercat alcista secular consta de mercats alcistes més grans i mercats baixistes més petits.
En un mercat alcista secular, la tendència predominant és "alcista" o a l'alça. El mercat de valors dels Estats Units es va descriure com un mercat alcista secular des del 1983 fins al 2000 (o 2007), amb breus trastorns com el Dilluns Negre i la caiguda del mercat de valors del 2002 desencadenats per la caiguda de la bombolla punt com. Un altre exemple és el boom de les matèries primeres dels anys 2000.
En un mercat baixista secular, la tendència predominant és "baixista" o a la baixa. Un exemple de mercat baixista secular es va produir en l'or entre gener de 1980 i juny de 1999, culminant amb el fons marró. Durant aquest període, el preu de l'or del mercat va baixar d'un màxim de 850 $/oz (30 $/g) a un mínim de 253 $/oz (9 $/g). El mercat de valors també es va descriure com un mercat baixista secular entre 1929 i 1949.

## Tendències primàries
Una tendència principal té un ampli suport a tot el mercat (la majoria dels sectors) i dura un any o més.

### Mercat del bou

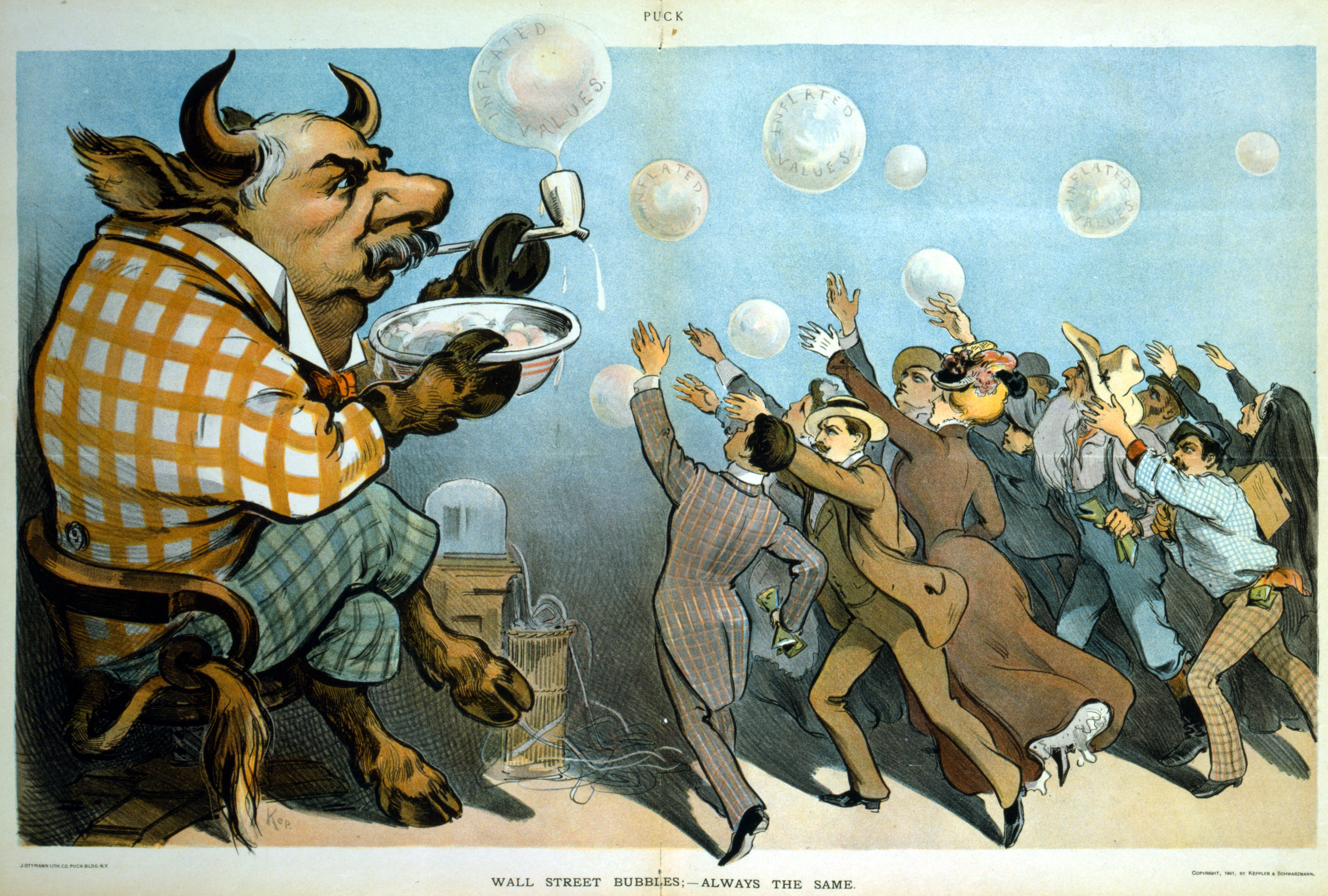
Una caricatura de 1901 que representa el financer JP Morgan com un toro amb inversors impacients

Un mercat alcista és un període de preus en general pujant. L'inici d'un mercat alcista està marcat per un pessimisme generalitzat. Aquest punt és quan la "multitud" és la més "baixista". El sentiment de desànim canvia a esperança, "optimisme" i, finalment, eufòria, a mesura que el toro segueix el seu curs. Això sovint condueix al cicle econòmic, per exemple en una recessió total, o abans.
En general, els mercats alcistes comencen quan les accions pugen un 20% des del seu mínim i acaben quan les accions baixen un 20%. Tanmateix, alguns analistes suggereixen que un mercat alcista no pot passar dins d'un mercat baixista.
Una anàlisi de les dades de la borsa de Morningstar, Inc. del 1926 al 2014 va trobar que un mercat alcista típic va durar 8,5 anys amb una rendibilitat total acumulada mitjana del 458%, mentre que els guanys anualitzats dels mercats alcistes oscil·len entre el 14,9% i el 34,1%.

#### Exemples
Els mercats alcistes notables van marcar els períodes 1925–1929, 1953–1957 i 1993–1997 en què els EUA i moltes altres borses van pujar; mentre que el primer període va acabar bruscament amb l'inici de la Gran Depressió, el final dels períodes posteriors van ser majoritàriament períodes d'aterratge suau, que es van convertir en grans mercats baixistes (p. ex., la recessió de 1960-61 i la bombolla de les punt-com el 2000-2001)

### Mercat de l'os

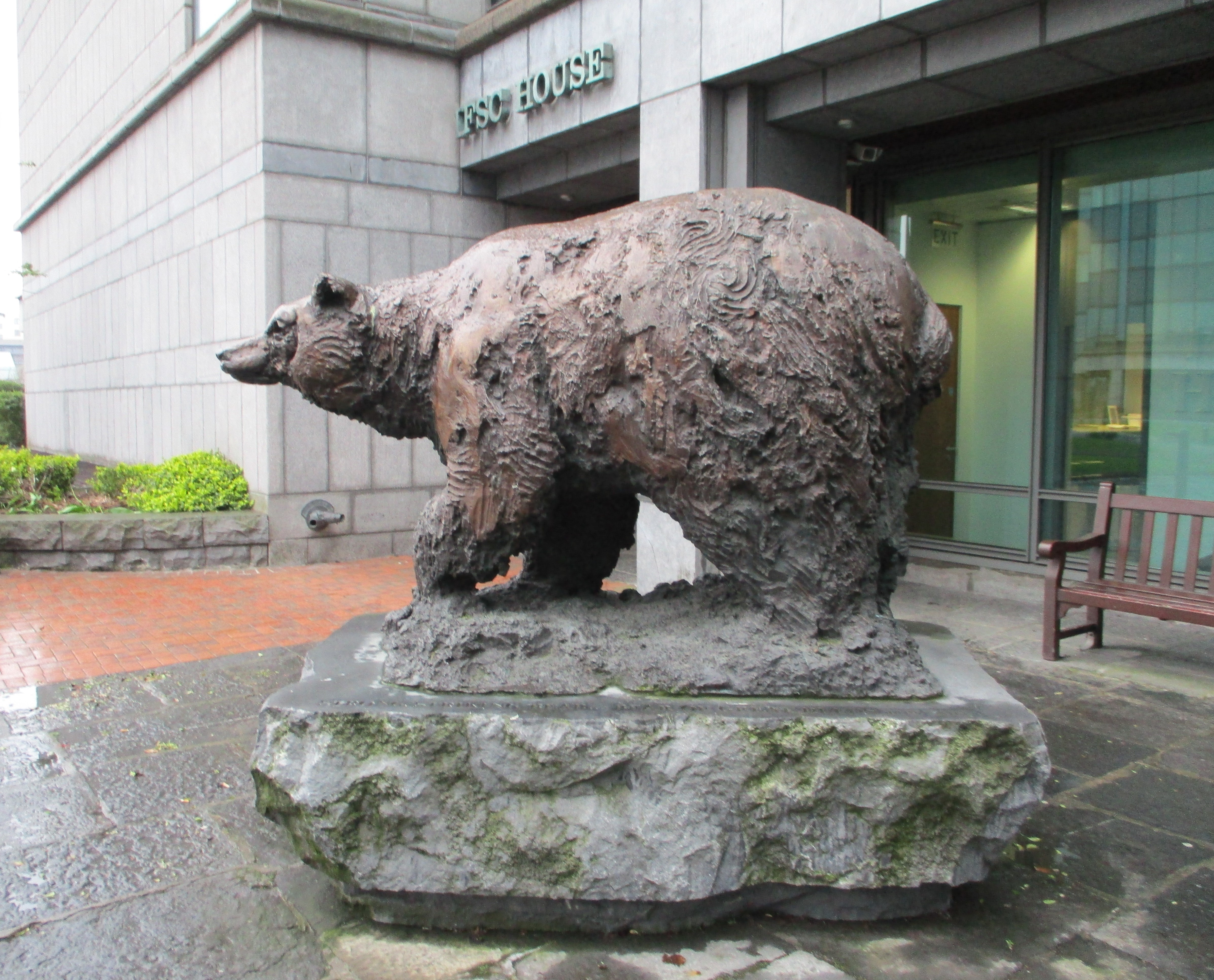
Escultura d'os del mercat de valors a l'exterior del Centre Internacional de Serveis Financers, Dublín

Un mercat baixista és una caiguda general de la borsa durant un període. Inclou una transició d'un alt optimisme dels inversors a una por i pessimisme generalitzats. Una mesura generalment acceptada d'un mercat baixista és una caiguda del preu del 20% o més durant almenys un període de dos mesos.
Una disminució menor del 10 al 20% es considera una correcció.
Els mercats baixistes s'acaben quan les accions es recuperen, aconseguint nous màxims. El mercat baixista, doncs, es mesura retrospectivament des dels màxims recents fins al preu de tancament més baix, i el seu període de recuperació és el preu de tancament més baix als nous màxims. Un altre final acceptat per a un mercat baixista és que els índexs guanyin un 20% des del seu mínim.
Del 1926 al 2014, el mercat baixista mitjà va durar 13 mesos amb una pèrdua acumulada mitjana del 30%, mentre que les caigudes anualitzades dels mercats baixistes van oscil·lar entre el −19,7% i el −47%.

#### Exemples
Alguns exemples de mercat baixista inclouen:
- El crac de Wall Street de 1929, que va esborrar el 89% (de 386 a 40) de la capitalització de mercat del Dow Jones Industrial Average el juliol de 1932, marcant l'inici de la Gran Depressió. Després de recuperar gairebé el 50% de les seves pèrdues, es va produir un mercat baixista més llarg de 1937 a 1942 en què el mercat es va reduir novament a la meitat.
- Entre 1973 i 1982 es va produir un mercat baixista a llarg termini, que va incloure la crisi energètica dels anys setanta i l'alt atur de principis dels vuitanta.
- Un mercat baixista es va produir a l'Índia després de l'estafa del mercat de valors indi de 1992.
- La caiguda de la borsa del 2002.
- A conseqüència de la crisi financera de 2007-2008, es va produir un mercat baixista entre octubre de 2007 i març de 2009.
- La caiguda de la borsa xinesa del 2015.
- A principis del 2020, a conseqüència de la pandèmia de la COVID-19, múltiples caigudes de la borsa han provocat mercats baixistes a tot el món, molts dels quals encara estan en curs.

### Màxim de mercat
Un mercat top (o màxim del mercat) no sol ser un esdeveniment dramàtic. El mercat simplement ha arribat al punt més alt que arribarà, durant un temps (normalment uns quants anys). S'identifica retrospectivament, ja que els participants del mercat no en són conscients en el moment en què passa. Així, els preus baixen posteriorment, ja sigui lentament o més ràpidament.
William O'Neil va informar que, des de la dècada de 1950, un mercat superior es caracteritza per tenir de tres a cinc dies de distribució en un índex de borsa important que es produeixen en un període relativament curt. La distribució és una baixada de preu amb un volum superior al de la sessió anterior.

#### Exemples
El pic de la bombolla punt com (mesurada pel NASDAQ-100) es va produir el 24 de març de 2000. L'índex va tancar a 4.704,73. El NASDAQ va assolir el màxim a 5.132,50 i l'índex S&P 500 a 1525,20.
El màxim de la borsa nord-americana abans de la crisi financera de 2007-2008 va ser el 9 d'octubre de 2007. L'índex S&P 500 va tancar a 1.565 i el NASDAQ a 2.861,50.

### Fons del mercat
Un fons del mercat és una inversió de tendència, el final d'una caiguda del mercat i l'inici d'una tendència alcista (mercat alcista).
És molt difícil identificar un fons (anomenat "picking de fons") abans que passi. El repunt després d'un descens pot ser de curta durada i els preus podrien reprendre el seu descens. Això suposaria una pèrdua per a l'inversor que va comprar accions durant un fons del mercat malperçut o "fals".
Es diu que el baró Rothschild va aconsellar que el millor moment per comprar és quan hi ha "sang als carrers", és a dir, quan els mercats han caigut dràsticament i el sentiment dels inversors és extremadament negatiu.

#### Exemples
Alguns exemples més de fons del mercat, pel que fa als valors de tancament del Dow Jones Industrial Average (DJIA) inclouen:
- El Dow Jones Industrial Average va tocar fons a 1738,74 el 19 d'octubre de 1987, com a resultat de la disminució dels 2722,41 el 25 d'agost de 1987. Aquest dia es va anomenar Black Monday (gràfic[14]).
- Es va assolir un mínim de 7286,27 al DJIA el 9 d'octubre de 2002 com a conseqüència de la disminució de 11722,98 el 14 de gener de 2000. Això incloïa un mínim intermedi de 8235,81 el 21 de setembre de 2001 (un canvi del 14% respecte al 10 de setembre) que va portar a un màxim intermedi de 10635,25 el 19 de març de 2002 (gràfic[15]). El Nasdaq "pesat en tecnologia" va caure un 79% més precipitat des del seu pic de 5132 (10 de març de 2000) fins al seu fons de 1108 (10 d'octubre de 2002).
- El 9 de març de 2009 es va assolir un mínim de 6.440,08 (DJIA) després d'una davallada associada a la crisi de les hipoteques subprime a partir de 14.164,41 el 9 d'octubre de 2007 (gràfic[16]).

## Tendències secundàries
Les tendències secundàries són canvis a curt termini en la direcció dels preus dins d'una tendència primària. Poden durar unes quantes setmanes o uns quants mesos.

### Manifestació al mercat baixista
De la mateixa manera, un repunt del mercat baixista (de vegades anomenat "rally del xuclador" o "rebot del gat mort") és un augment del preu del 5% o més abans que els preus tornin a caure. Els repunts del mercat baixista es van produir a l'índex Dow Jones Industrial Average després de la caiguda de Wall Street de 1929, que van conduir al fons del mercat el 1932, i al llarg de finals de la dècada de 1960 i principis dels 70. L'índex Nikkei 225 japonès ha tingut diverses recuperacions del mercat baixista entre els anys vuitanta i el 2011, mentre que experimenta una tendència general a la baixa a llarg termini.

## Causes de les tendències del mercat
El preu dels actius com les accions es determina per l'oferta i la demanda. Per definició, el mercat equilibra compradors i venedors, per la qual cosa és impossible tenir “més compradors que venedors” o viceversa, tot i que aquesta és una expressió habitual. En un augment de la demanda, els compradors augmentaran el preu que estan disposats a pagar, mentre que els venedors augmentaran el preu que volen rebre. En un augment de l'oferta, passa el contrari.
L'oferta i la demanda varien quan els inversors intenten canviar l'assignació de les seves inversions entre els tipus d'actius. Per exemple, en un moment, els inversors poden voler traslladar els diners dels bons del govern a les accions "tecnològiques", però només tindran èxit si algú més està disposat a comprar-los bons del govern; en un altre moment, poden intentar traslladar diners de les accions "tecnològiques" als bons del govern. En cada cas, això afectarà el preu dels dos tipus d'actius.
L'ideal és que els inversors vulguin utilitzar el calendari de mercat per comprar baix i vendre alt, però poden acabar comprant alt i venent baix. Els inversors i comerciants contraris intenten "esvair" les accions dels inversors (comprar quan venen, vendre quan estan comprant). Un moment en què la majoria dels inversors venen accions es coneix com a distribució, mentre que un moment en què la majoria dels inversors compren accions es coneix com a acumulació.
Segons la teoria estàndard, una disminució del preu donarà lloc a menys oferta i més demanda, mentre que un augment del preu farà el contrari. Això funciona bé per a la majoria dels actius, però sovint funciona al revés per a les accions a causa de l'error que cometen molts inversors de comprar alt en un estat d'eufòria i vendre baix en un estat de por o pànic com a resultat de l'instint de ramat. En cas que un augment del preu provoqui un augment de la demanda, o una disminució del preu provoqui un augment de l'oferta, això destrueix el bucle de retroalimentació negativa esperat i els preus seran inestables. Això es pot veure en una bombolla o un xoc.

## Sentiment del mercat
El sentiment del mercat és un indicador contrari de la borsa.
Quan mostra una proporció extremadament alta d'inversors expressa un sentiment baixista (negatiu), alguns analistes consideren que és un senyal fort que el fons del mercat pot estar a prop. David Hirshleifer veu en el fenomen de tendència un camí que comença amb una reacció insuficient i acaba amb una reacció excessiva dels inversors/comerciants.
Els indicadors que mesuren el sentiment dels inversors poden incloure:
- Índex de sentiment d'intel·ligència dels inversors: si el Bull-Bear es propaga (% de Bulls − % of Bears) està a prop d'un mínim històric, pot indicar un mínim. Normalment, el nombre d'ossos enquestats supera el nombre de toros. Tanmateix, si el nombre de toros està en un màxim extrem i el nombre de baixistes és en un extrem baix, històricament, pot haver-se produït un màxim del mercat o està a punt de produir-se. Aquesta mesura contrària és més fiable pel seu moment coincident als mínims del mercat que als màxims.
- Indicador de sentiment de l'Associació Americana d'Inversors Individuals (AAII): Molts consideren que la major part de la caiguda ja s'ha produït un cop aquest indicador dona una lectura de menys del 15% o inferior.
- Altres indicadors de sentiment inclouen la ràtio Nova-Ursa, l'interès curt/flot total del mercat i la ràtio put/call.